# Rasih Minkari
Rasih Minkari (* 1. Januar 1913; † 16. Mai 1987) war ein türkischer Fußballspieler und -funktionär, Sportkommentator und Regierungsangestellter. Obwohl er eine Spielzeit auch für Fenerbahçe Istanbul aktiv war, wird er Galatasaray Istanbul assoziiert. Nach dem Ende seiner Fußballerkarriere bekleidete er mehrere administrative Posten im Staatsdienst und beim türkischen Fußballverband. So arbeitete er in den 1950ern und 1960ern für einige Jahre als Generalsekretär beim türkischen Fußballverband. Ab Anfang der 1970er Jahre bis zu seinem Tod 1987 schrieb er in der Tageszeitung Milliyet Kommentare zu Tennis.

## Spielerkarriere

### Verein
Als Sohn einer Aristokratenfamilie besuchte Minkari das renommierte Galatasaray-Gymnasium und begann ab dem Sommer 1932 auch für den Fußballverein Galatasaray Istanbul zu spielen. Dieser Verein wurde zwei Jahrzehnte zuvor von Schülern des Gymnasiums begründet und hatte immer noch eine feste Zugehörigkeit zu dem Verein. Nachdem er drei Spielzeiten für die Rot-Gelben aktiv gewesen war, kam es innerhalb der Mannschaft zu einer heftigen Kontroverse. Als Folge trennten sich unter der Führung von Ulvi Yenal und Yusuf Ziya Öniş mehrere Spieler und Funktionäre von der Mannschaft und gründeten den Verein Güneş SK. Zu den Spielern die Galatasaray verließen und zu Güneş wechselten, befand sich auch Minkari. Ab dem Sommer 1938 spielte man in der İstanbul Futbol Ligi (deutsch: Istanbuler Fußballliga), in derselben Liga wie Galatasaray. In der Spielzeit 1937/38 erreichte er mit dieser Mannschaft die Meisterschaft der Liga.
Minkari verließ den Verein im Jahre 1938 und spielte die nächsten sechs Spielzeiten in der französischen Liga bei Racing Strasbourg.
In der Saison 1943/44 spielte er für Fenerbahçe Istanbul und kehrte nach zwei Jahren zu Galatasaray zurück. Hier spielte er noch bis zum Sommer 1946 und beendete anschließend seine aktive Fußballspielerlaufbahn.

### Nationalmannschaft
1937 wurde Minkari im Rahmen eines Testspiels gegen die Jugoslawische Nationalmannschaft das erste Mal in seiner Karriere in den Kader der Türkischen Nationalmannschaft nominiert. Während dieses Spiels absolvierte er sein erstes und einziges Länderspiel. Er war bei dieser Begegnung auch als Torjäger erfolgreich und erzielte den einzigen Treffer seiner Mannschaft.

## Tod
Minkari erlitt am 26. September 1974 einen Herzinfarkt, erholte sich aber schnell. Einen zweiten Herzinfarkt erlitt er im 16. Mai 1987, an dessen Folgen er dann verstarb.